# Lindsaea montana
Lindsaea montana là một loài dương xỉ trong họ Lindsaeaceae. Loài này được Fée mô tả khoa học đầu tiên năm 1866.
Danh pháp khoa học của loài này chưa được làm sáng tỏ. 